# Haus Vaterland (Hamburg)

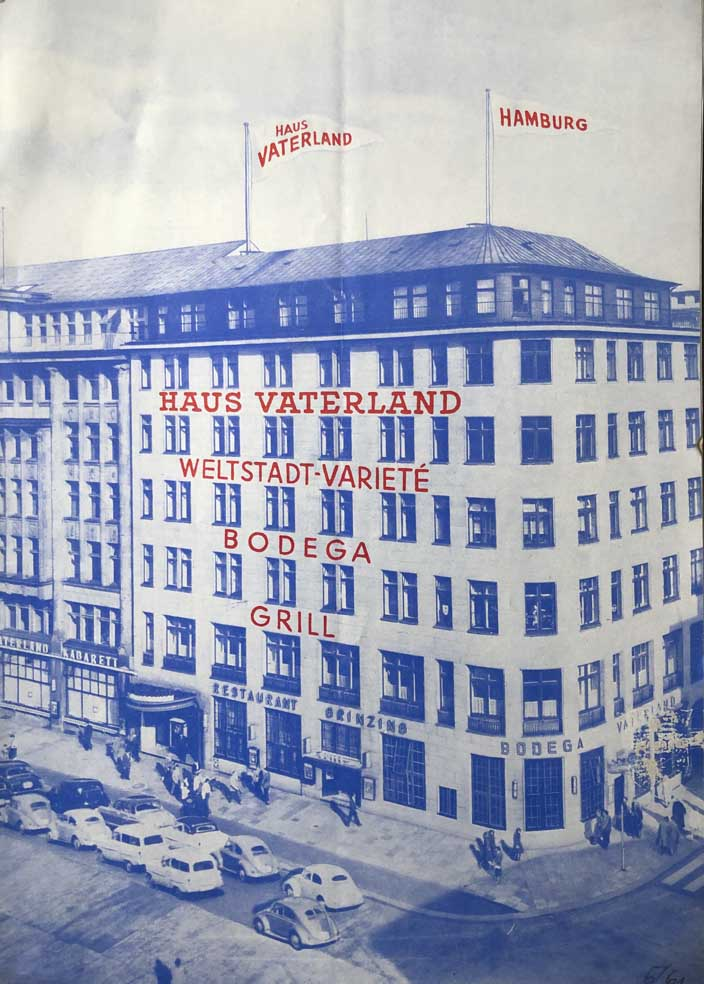
Haus Vaterland 1961

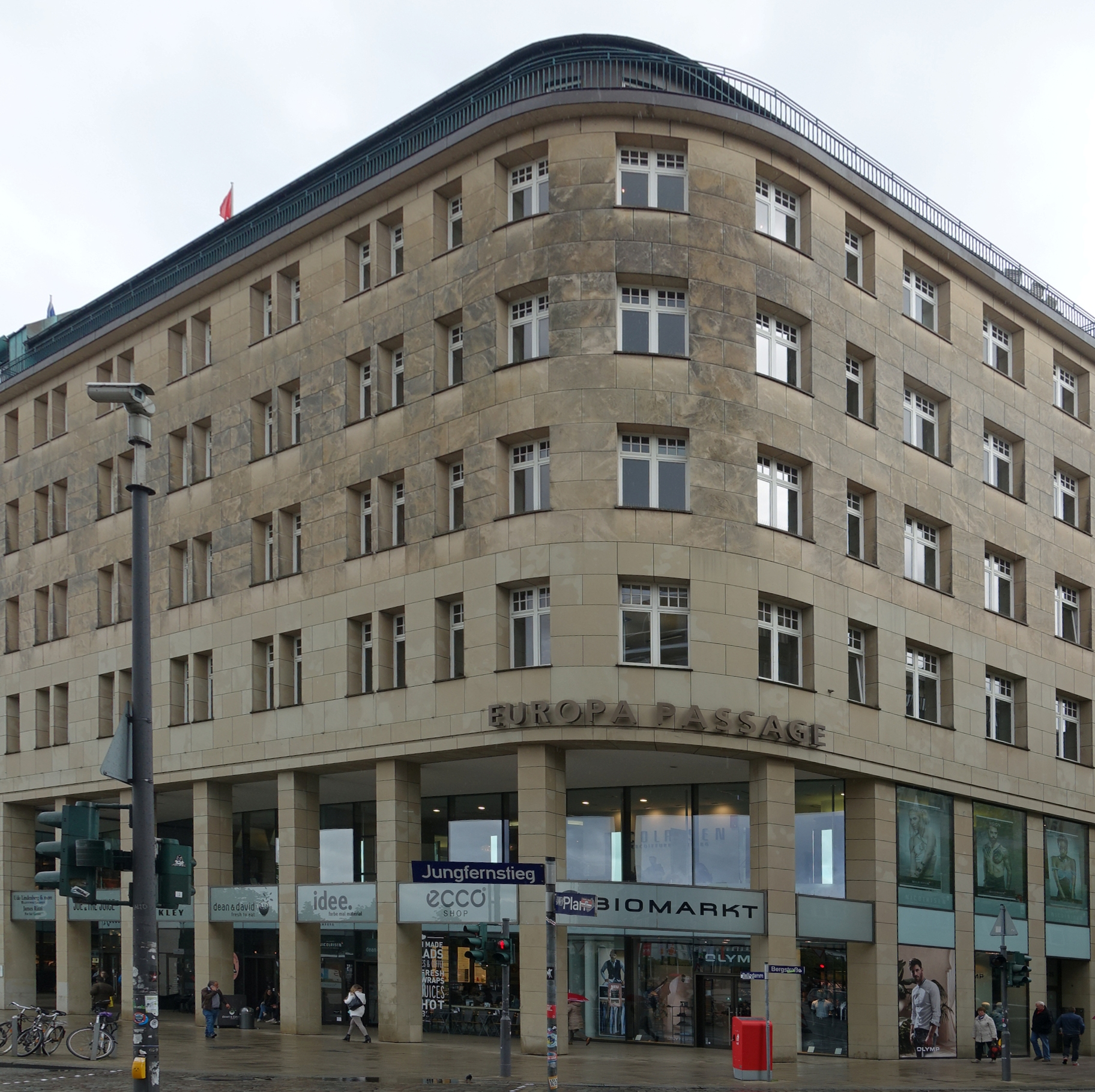
Das Gebäude heute (2019)

Das Haus Vaterland in Hamburg war eine „Kombination aus Varieté und Sprechbühne, Kaffeehaus, Bierschwemme und Restaurant“. Es befand sich in dem erhaltenen und denkmalgeschützten Gebäude an der Ecke Ballindamm und Bergstraße. Im Jahr 1972 stellte das zu Beginn des 20. Jahrhunderts gegründete Traditionshaus seinen Betrieb ein. Die zunehmende abendliche Unterhaltung durch das Fernsehen hielt auch die einstigen Gäste des Vaterland vom Besuch des Hauses ab. Angemeldet wurde Insolvenz. Im Haus Vaterland gastierten Künstler wie Heinz Erhardt, Peter Frankenfeld und Zarah Leander.
Seit dem Beginn des 21. Jahrhunderts befindet sich am Standort die Europa Passage.

## Geschichte
Als das Haus Vaterland  Anfang der 1970er Jahre schloss, gehörte es dem kurz zuvor verstorbenen Unternehmer Jürgen Parbs. Parbs war der Schwiegersohn von Wilhelm F. A. Burmeister. Dieser gründete das Haus Vaterland nach dem Ende des Ersten Weltkrieges. Burmeister schuf das Vaterland aus einer Kombination mehrerer am Ort vorhandener Gaststätten; zu diesen gehörte u. a. das 1904 eröffnete Café Belvedere. Das Café ging auf einen Entwurf von Martin Haller zurück. Das Haus Vaterland verfügte über rund 1000 Plätze.     